# James Kazuo Kōda
James Kazuo Kōda (jap. ヤコブ幸田和生 Yakobu Kōda Kazuo; ur. 11 marca 1955 w Chibie) – japoński duchowny rzymskokatolicki, w latach 2005–2018 biskup pomocniczy Tokio. 

## Życiorys
Święcenia kapłańskie przyjął 3 marca 1985 w archidiecezji Tokio, udzielił ich mu jej ówczesny ordynariusz Peter Seiichi Shirayanagi, późniejszy kardynał. Pracował jako moderator seminarium, był także m.in. szefem wydziału kurialnego ds. duszpasterstwa.
29 listopada 2004 papież Jan Paweł II mianował go biskupem pomocniczym Tokio oraz biskupem tytularnym Synnada in Mauretania. Sakry udzielił mu 19 lutego 2005 arcybiskup metropolita Tokio Peter Takeo Okada. 
23 czerwca 2018 papież Franciszek przyjął jego rezygnację z pełnionego urzędu.